# UFC 315
UFC 315: Muhammad vs. Della Maddalena — состоявшийся турнир по смешанным единоборствам, организованный Ultimate Fighting Championship, прошедший 10 мая 2025 года на арене «Bell Centre» в городе Монреаль, провинция Квебек, Канада.

## Подготовка турнира
Турнир станет восьмым мероприятием организации, проведённым в Монреале, после того, как в последний раз здесь был проведён турнир UFC 186  в апреле 2015 года.

### Главные события турнира
В качестве заглавного события турнира был запланирован бой за титул чемпиона UFC в полусреднем весе, в котором должны встретиться действующий чемпион американец палестинского происхождения Белал Мухаммад и претендент австралиец Джек Делла Маддалена (#4 в рейтинге).
| Заглавное событие - Полусредний вес - Бой за титул чемпиона | Заглавное событие - Полусредний вес - Бой за титул чемпиона | Заглавное событие - Полусредний вес - Бой за титул чемпиона |
| --- | --- | ----------------------------------------------------------- |
| Белал Мухаммад | | Джек Делла Маддалена                                        |
| BELAL MUHAMMAD «Remember the Name» (Запомни имя) 36 лет (09.07.1988) Рост 180 см, размах рук 183 см, вес 76,7 кг Гражданство: Происхождение: Место рождения: Чикаго, Иллинойс, США Представляет: Чикаго, Иллинойс, США «Chicago Fight Team» Дебют в UFC - 07.07.2016 (с рекордом 9-0) Бонусы «Fight of the Night» (1) / «Perfomance of the Night» (2) Действующий чемпион UFC в полусреднем весе (06.2024-н.в.) Чемпион Titan FC в полусреднем весе (2016) | GIACOMO «JACK» DELLA MADDALENA «JDM» 28 лет (10.09.1996) Рост 180 см, размах рук 185 см, вес 77,1 кг Гражданство: Происхождение: / Место рождения: Перт, Западная Австралия, Австралия Представляет: Перт, Западная Австралия, Австралия «Scrappy MMA» Дебют в UFC - 22.01.2022 (с рекордом 10-2) Бонусы «Fight of the Night» (1) / «Perfomance of the Night» (4) Претендент на титул чемпиона UFC в полусреднем весе Победитель DWCS 39 (2021) Чемпион Eternal MMA в полусреднем весе (2018-2020, защиты 4/4) Чемпион Reign Fighting в полусреднем весе (2017) |                                                             |
| Последние бои: 27.07.2024, Леон Эдвардс (ч), UDEC 06.05.2023, Гилберт Бёрнс (#5), UDEC 22.10.2022, Шон Брэди (#8), TKO2 16.04.2022, Висенте Луке (#5), UDEC 18.12.2021, Стивен Томпсон (#5), UDEC | Последние бои: KO3, Гилберт Бёрнс (#4), 09.03.2024 SDEC, Кевин Холланд (#13), 16.09.2023 SDEC, Бассиль Хафез (д), 15.07.2023 SUB1, Рэнди Браун, 11.02.2023 TKO1, Данни Робертс, 19.11.2022 |                                                             |

В качестве соглавного события турнира запланирован бой за титул чемпионки UFC в женском наилегчайшем весе, в котором должны встретиться действующая двукратная чемпионка Валентина Шевченко и претендентка француженка Манон Фьоро (#2 в рейтинге).
| Соглавное событие - Женский наилегчайший вес - Бой за титул чемпиона | Соглавное событие - Женский наилегчайший вес - Бой за титул чемпиона | Соглавное событие - Женский наилегчайший вес - Бой за титул чемпиона |
| --- | --- | -------------------------------------------------------------------- |
| Валентина Шевченко | | Манон Фьоро                                                          |
| ВАЛЕНТИНА АНАТОЛЬЕВНА ШЕВЧЕНКО «Bullet» (Пуля) 37 лет (07.03.1988) Рост 165 см, размах рук 166 см, вес 56,7 кг Гражданство: / Происхождение: Место рождения: Фрунзе (Бишкек), Киргизская ССР, СССР Представляет: Бишкек, Кыргызстан «Tiger Muay Thai» Дебют в UFC - 19.12.2015 (с рекордом 11-1) Бонусы "Perfomance of the Night" (3) Двукратная чемпионка UFC в наилегчайшем весе (09.2024-н.в.) Чемпионка UFC в наилегчайшем весе (02.2018-03.2023, защиты 7/8) Претендент на титул чемпионки UFC в легчайшем весе (2017) 11-кратная чемпионка мира по муай-тай 3-кратная чемпионка мира по кикбоксингу 2-кратная чемпионка мира по MMA | MANON CAROLINE FIOROT «The Beast» (Зверь) 35 лет (17.09.1990) Рост 169 см, размах рук 168 см, вес 56,8 кг Гражданство: Происхождение: Место рождения: Ницца, Прованс, Франция Представляет: Ницца, Прованс, Франция «Boxing Squad» Дебют в UFC - 20.01.2021 (с рекордом 5-1) Претендент на титул чемпионки UFC в наилегчайшем весе Чемпионка UAE Warriors в наилегчайшем весе (2020) Чемпионка EFC Worldwide в наилегчайшем весе (2019) |                                                                      |
| Последние бои: 14.09.2024, Алекса Грассо (ч), UDEC 16.09.2023, Алекса Грассо (ч), SDEC 04.03.2023, Алекса Грассо (#5), SUB4 11.06.2022, Тайла Сантус (#4), SDEC 25.09.2021, Лорен Мёрфи (#3), TKO4 | Последние бои: UDEC, Эрин Блэнчфилд (#2), 30.03.2024 UDEC, Роуз Намаюнас (#2*), 02.09.2023 UDEC, Кэтлин Чукагян (#1), 22.10.2022 UDEC, Женнифер Майя (#4), 26.03.2022 UDEC, Майра Буэну Силва, 16.10.2021 |                                                                      |

### Изменения карда турнира
Бой в полусреднем весе между Гилбертом Бёрнсом и Майклом Моралесом изначально планировался на турнире UFC 314, но по неизвестной причине был перенесён на этот турнир. Тем не менее, впоследствии этот бой был вновь перенесён на неделю позже и был назначен заглавным событием турнира UFC Fight Night 256.
Бой в женском легчайшем весе между Норой Корнолль и Хэйли Коуэн изначально планировался на этом турнире. Однако по неизвестной причине организаторы перенесли поединок на более раннюю дату в кард турнира UFC 314.
При подготовке турнира были анонсированы, но впоследствии отменены следующие поединки:
- Бой в полулёгком весе, в котором должны были встретиться местный боец Гевин Такер и кореец Ли Джон-ён.[8] В конце апреля Такер снялся с боя по неизвестной причине и его заменил бразилец Даниэл Сантус.[9][10]

- Бой в лёгком весе из главного карда турнира, в котором должны были встретиться француз Бенуа Сен-Дени (#13 рейтинга) и испанец Хоэль Альварес (#15 рейтинга).[11] Альварес снялся из-за травмы руки и его заменил подписанный на коротком уведомлении местный боец Кайл Преполек. Преполек ранее выступал в UFC в 2019 году, но был уволен после двух поражений.[12][13]

### Анонсированные бои
| Бой | Весовая категория     | Участники боёв и их статистика перед боем (рекорд ММА / рекорд UFC / серия) | Участники боёв и их статистика перед боем (рекорд ММА / рекорд UFC / серия) | Участники боёв и их статистика перед боем (рекорд ММА / рекорд UFC / серия) | Участники боёв и их статистика перед боем (рекорд ММА / рекорд UFC / серия) | Участники боёв и их статистика перед боем (рекорд ММА / рекорд UFC / серия) | Участники боёв и их статистика перед боем (рекорд ММА / рекорд UFC / серия) | Участники боёв и их статистика перед боем (рекорд ММА / рекорд UFC / серия) | Участники боёв и их статистика перед боем (рекорд ММА / рекорд UFC / серия) | Участники боёв и их статистика перед боем (рекорд ММА / рекорд UFC / серия) | Участники боёв и их статистика перед боем (рекорд ММА / рекорд UFC / серия) | Участники боёв и их статистика перед боем (рекорд ММА / рекорд UFC / серия) | Участники боёв и их статистика перед боем (рекорд ММА / рекорд UFC / серия) |
| |                       | Главный кард (Main Card, PPV)                                               |                                                                             |                                                                             |                                                                             |                                                                             |                                                                             |                                                                             |                                                                             |                                                                             |                                                                             |                                                                             |                                                                             |
| 1 | Полусредний вес       | Белал Мухаммад Belal «Remember the Name» Muhammad                           | Ч                                                                           | 24-3 (1)                                                                    | 15-3 (1)                                                                    | +10                                                                         | vs.                                                                         | Джек Делла Маддалена Jack Della Maddalena                                   | #5 (4) CS                                                                   | 17-2                                                                        | 7-0                                                                         | +17                                                                         | [ 14 ]                                                                      |
| 2 | Жен. наилегчайший вес | Валентина Шевченко Valentina «Bullet» Shevchenko                            | Ч                                                                           | 24-4-1                                                                      | 13-3-1                                                                      | +1                                                                          | vs.                                                                         | Манон Фьоро Manon «The Beast» Fiorot                                        | #2 (1)                                                                      | 12-1                                                                        | 7-0                                                                         | +12                                                                         | [ 15 ]                                                                      |
| 3 | Легчайший вес         | Жозе Алду José Aldo «Junior»                                                | #11 exЧ, WEC                                                                | 32-9                                                                        | 14-8                                                                        | -1                                                                          | vs.                                                                         | Айманн Захаби Aiemann Zahabi                                                | #15 (13)                                                                    | 12-2                                                                        | 6-2                                                                         | +5                                                                          | [ 16 ]                                                                      |
| 4 | Жен. наилегчайший вес | Алекса Грассо Alexa Grasso                                                  | #1 exЧ                                                                      | 16-4-1                                                                      | 8-4-1                                                                       | -1                                                                          | vs.                                                                         | Наталия Силва Natália Silva                                                 | #5                                                                          | 18-5-1                                                                      | 6-0                                                                         | +12                                                                         | [ 17 ]                                                                      |
| 5 | Лёгкий вес            | Бенуа Сен-Дени Benoit «God of War» Saint-Denis                              | #13 (11)                                                                    | 13-3                                                                        | 5-3                                                                         | -2                                                                          | vs.                                                                         | Кайл Преполек▲ Kyle «Killshot» Prepolec                                     |                                                                             | 18-8                                                                        | 0-2                                                                         | +3                                                                          | [ 18 ]                                                                      |
| |                       | Предварительный кард (Prelims, ESPN/ESPN+/Disney+)                          |                                                                             |                                                                             |                                                                             |                                                                             |                                                                             |                                                                             |                                                                             |                                                                             |                                                                             |                                                                             |                                                                             |
| 6 | Полусредний вес       | Майк Малотт Mike «Proper» Malott                                            | CS                                                                          | 11-2-1                                                                      | 4-1                                                                         | +1                                                                          | vs.                                                                         | Чарльз Радтке «Chuck Buffalo» Charles Radtke                                |                                                                             | 10-4                                                                        | 3-1                                                                         | +1                                                                          | [ 19 ]                                                                      |
| 7 | Жен. наилегчайший вес | Жессика Андради Jéssica «Bate Estaca» Andrade                               | #5 exЧ                                                                      | 26-13                                                                       | 17-11                                                                       | -1                                                                          | vs.                                                                         | Жасмин Ясудавичюс Jasmine Jasudavicius                                      | #9 CS                                                                       | 13-3                                                                        | 7-2                                                                         | +4                                                                          | [ 20 ]                                                                      |
| 8 | Полутяжёлый вес       | Модестас Букаускас Modestas «The Baltic Gladiator» Bukauskas                |                                                                             | 17-6                                                                        | 5-4                                                                         | +2                                                                          | vs.                                                                         | Ион Куцелаба Ion «The Hulk» Cutelaba                                        | exT(15)                                                                     | 19-10-1 (1)                                                                 | 8-9-1                                                                       | +2                                                                          | [ 21 ]                                                                      |
| 9 | Полутяжёлый вес       | Навахо Стирлинг Navajo Stirling                                             | CS                                                                          | 6-0                                                                         | 1-0                                                                         | +6                                                                          | vs.                                                                         | Иван Эрслан Ivan Erslan                                                     |                                                                             | 14-4 (1)                                                                    | 0-1                                                                         | -1                                                                          | [ 22 ]                                                                      |
| |                       | Ранний предварительный кард (Early Prelims, ESPN+/Disney+)                  |                                                                             |                                                                             |                                                                             |                                                                             |                                                                             |                                                                             |                                                                             |                                                                             |                                                                             |                                                                             |                                                                             |
| 10 | Средний вес           | Марк-Андре Баррьо Marc-André «Powerbar» Barriault                           |                                                                             | 16-9 (1)                                                                    | 5-8 (1)                                                                     | -3                                                                          | vs.                                                                         | Бруну Силва Bruno «Blindado» Silva                                          | TUF                                                                         | 23-12                                                                       | 4-6                                                                         | -4                                                                          | [ 23 ]                                                                      |
| 11 | Полулёгкий вес        | Даниэл Сантус▲ Daniel «Willycat» Santos                                     |                                                                             | 11-2                                                                        | 2-1                                                                         | +2                                                                          | vs.                                                                         | Ли Джон-ён «The Korean Tiger» Jeong Yeong Lee                               | R2U                                                                         | 11-2                                                                        | 2-1                                                                         | -1                                                                          | [ 24 ]                                                                      |
| 12 | Легчайший вес         | Брэд Катона Brad «Superman» Katona                                          | TUFW                                                                        | 14-4                                                                        | 4-4                                                                         | -1                                                                          | vs.                                                                         | Бекзат Алмахан Bekzat «The Turan Warrior» Almakhan                          |                                                                             | 11-2                                                                        | 0-1                                                                         | -1                                                                          | [ 25 ]                                                                      |
| |                       | Отменённые бои                                                              |                                                                             |                                                                             |                                                                             |                                                                             |                                                                             |                                                                             |                                                                             |                                                                             |                                                                             |                                                                             |                                                                             |
| | Полусредний вес       | Гилберт Бёрнс (Gilbert Burns)                                               | #8 (1)                                                                      | 22-8                                                                        | 15-8                                                                        | -3                                                                          | vs.                                                                         | Майкл Моралес (Michael Morales)                                             | #12                                                                         | 17-0                                                                        | 5-0                                                                         | +17                                                                         | [ 26 ]                                                                      |
| | Жен. легчайший вес    | Нора Корнолль (Nora Cornolle)                                               | #13                                                                         | 8-2                                                                         | 2-1                                                                         | -1                                                                          | vs.                                                                         | Хэйли Коуэн (Hailey Cowan)                                                  |                                                                             | 7-3                                                                         | 0-1                                                                         | -1                                                                          | [ 27 ]                                                                      |
| | Лёгкий вес            | Бенуа Сен-Дени (Benoit Saint-Denis)                                         | #13 (11)                                                                    | 13-3                                                                        | 5-3                                                                         | -2                                                                          | vs.                                                                         | Хоэль Альварес (Joel Alvarez)▼                                              | #15                                                                         | 22-3                                                                        | 7-2                                                                         | +3                                                                          | [ 28 ]                                                                      |
| | Полулёгкий вес        | Гэвин Такер (Gavin Tucker)▼                                                 |                                                                             | 13-3                                                                        | 4-3                                                                         | -2                                                                          | vs.                                                                         | Ли Джон-ён (Jeong Yeong Lee)                                                |                                                                             | 11-2                                                                        | 2-1                                                                         | -1                                                                          | [ 29 ]                                                                      |
| Условные обозначения: #5 (1) — текущее (лучшее) место бойца в рейтинге, exЧ(В) — бывший чемпион (временный), exП(В) — бывший претендент на титул чемпиона (временного), exТ(3) — боец входил в рейтинг Топ-15 (лучшее место в рейтинге), д — дебютант, CS — боец участвовал в Претендентской серии Дэйны Уайта, R2U — боец участвовал в шоу Road To UFC, TUF — боец участвовал в шоу The Ultimate Fighter, TUFW — боец являлся победителем The Ultimate Fighter, WEC/SF — боец выступал в WEC или Strikeforce до объединения этих организаций с UFC. |                       |                                                                             |                                                                             |                                                                             |                                                                             |                                                                             |                                                                             |                                                                             |                                                                             |                                                                             |                                                                             |                                                                             |                                                                             |

## Церемония взвешивания
Результаты официальной церемонии взвешивания бойцов перед турниром.
| Весовая категория и допустимый лимит в фунтах | Весовая категория и допустимый лимит в фунтах | Участники боёв и их вес в фунтах | Участники боёв и их вес в фунтах | Участники боёв и их вес в фунтах | Участники боёв и их вес в фунтах |
| --------------------------------------------- | --------------------------------------------- | -------------------------------- | -------------------------------- | -------------------------------- | -------------------------------- |
| Полусредний вес                               | 170                                           | Белал Мухаммад                   | 170                              | Джек Делла Маддалена             | 170                              |
| Наилегчайший вес (женщины)                    | 125                                           | Валентина Шевченко               | 124                              | Манон Фьоро                      | 125                              |
| Легчайший вес                                 | 135 (+1)                                      | Жозе Алду                        | 143*                             | Айманн Захаби                    | 142*                             |
| Наилегчайший вес (женщины)                    | 125 (+1)                                      | Алекса Грассо                    | 126                              | Наталия Силва                    | 126                              |
| Лёгкий вес                                    | 155 (+1)                                      | Бенуа Сен-Дени                   | 156                              | Кайл Преполек                    | 156                              |
| Полусредний вес                               | 170 (+1)                                      | Майк Малотт                      | 171                              | Чарльз Радтке                    | 171                              |
| Наилегчайший вес (женщины)                    | 125 (+1)                                      | Жессика Андради                  | 126                              | Жасмин Ясудавичюс                | 124                              |
| Полутяжёлый вес                               | 205 (+1)                                      | Модестас Букаускас               | 203                              | Ион Куцелаба                     | 205                              |
| Полутяжёлый вес                               | 205 (+1)                                      | Навахо Стирлинг                  | 205                              | Иван Эрслан                      | 205                              |
| Средний вес                                   | 185 (+1)                                      | Марк-Андре Баррьо                | 185                              | Бруну Силва                      | 187**                            |
| Полулёгкий вес                                | 145 (+1)                                      | Даниэл Сантус                    | 146***                           | Ли Джон-ён                       | 146                              |
| Легчайший вес                                 | 135 (+1)                                      | Брэд Катона                      | 136                              | Бекзат Алмахан                   | 136                              |

[*] Изначально бой в легчайшем весе; был перенесен в полулегкий вес в день взвешивания. После официального взвешивания Захаби сообщил, что его команду проинформировали о проблемах со снижением веса у Алду, и что в то время его вес составлял чуть менее 137 фунтов. Если бы он сделал вес, то расхождение в весе с Алду означало бы автоматическую отмену боя. Поэтому Захаби отложил своё взвешивание и произвёл регидратирование для набора веса, чтобы он мог приблизится к весу Алду и бой мог состоятся в другой весовой категории.
[**] Бруну Силва не смог уложиться в лимит средней весовой категории (превышение составило 1 фунт) и будет оштрафован на 20% от гонорара в пользу соперника. Бой пройдёт в промежуточном весе 187 фунтов.
[***] Даниэл Сантус уложился в лимит веса со второй попытки. В первой попытке он показал вес 147 фунтов.

## Результаты турнира
В главном бою вечера Джек Делла Маддалена победил Белала Мухаммада единогласным решением судей и завоевал титул чемпиона UFC в полусреднем весе.
| Статистика поединка: | Статистика поединка: | Статистика поединка:                          | Статистика поединка:                          | Статистика поединка: | Статистика поединка: | Статистика поединка: | Статистика поединка: | Статистика поединка: | Статистика поединка: | Статистика поединка: | Статистика поединка: | Статистика поединка: | Статистика поединка: | Статистика поединка: | Статистика поединка: | Статистика поединка: | Статистика поединка: | Статистика поединка: |
| Участник             | Нокдауны             | Акцентрованные удары (по цели/всего/точность) | Акцентрованные удары (по цели/всего/точность) | По раундам           | По раундам           | По раундам           | По раундам           | По раундам           | По цели              | По цели              | По цели              | По позиции           | По позиции           | По позиции           | Тейкдауны            | Тейкдауны            | Контроль             | Попытка приема       |
| Участник             | Нокдауны             | Акцентрованные удары (по цели/всего/точность) | Акцентрованные удары (по цели/всего/точность) | 1Р                   | 2Р                   | 3Р                   | 4Р                   | 5Р                   | Голова               | Корпус               | Ноги                 | Дистанция            | Клинч                | Партер               | Тейкдауны            | Тейкдауны            | Контроль             | Попытка приема       |
| -------------------- | -------------------- | --------------------------------------------- | --------------------------------------------- | -------------------- | -------------------- | -------------------- | -------------------- | -------------------- | -------------------- | -------------------- | -------------------- | -------------------- | -------------------- | -------------------- | -------------------- | -------------------- | -------------------- | -------------------- |
| Белал Мухаммад       | 0                    | 132/318                                       | 41%                                           | 21/49                | 21/63                | 32/79                | 31/65                | 27/62                | 119/297              | 11/18                | 2/3                  | 116/295              | 14/21                | 2/2                  | 3/9                  | 33%                  | 3:21                 | 0                    |
| Джек Делла Маддалена | 0                    | 178/342                                       | 52%                                           | 28/61                | 30/63                | 34/76                | 33/59                | 53/83                | 113/254              | 47/65                | 18/23                | 167/326              | 11/16                | 0                    | 0/3                  | 0%                   | 0:40                 | 0                    |

В соглавном бою Валентина Шевченко победила Манон Фьоро и защитила титул чемпионки UFC в женском наилегчайшем весе.
| Статистика поединка: | Статистика поединка: | Статистика поединка:                          | Статистика поединка:                          | Статистика поединка: | Статистика поединка: | Статистика поединка: | Статистика поединка: | Статистика поединка: | Статистика поединка: | Статистика поединка: | Статистика поединка: | Статистика поединка: | Статистика поединка: | Статистика поединка: | Статистика поединка: | Статистика поединка: | Статистика поединка: | Статистика поединка: |
| Участник             | Нокдауны             | Акцентрованные удары (по цели/всего/точность) | Акцентрованные удары (по цели/всего/точность) | По раундам           | По раундам           | По раундам           | По раундам           | По раундам           | По цели              | По цели              | По цели              | По позиции           | По позиции           | По позиции           | Тейкдауны            | Тейкдауны            | Контроль             | Попытка приема       |
| Участник             | Нокдауны             | Акцентрованные удары (по цели/всего/точность) | Акцентрованные удары (по цели/всего/точность) | 1Р                   | 2Р                   | 3Р                   | 4Р                   | 5Р                   | Голова               | Корпус               | Ноги                 | Дистанция            | Клинч                | Партер               | Тейкдауны            | Тейкдауны            | Контроль             | Попытка приема       |
| -------------------- | -------------------- | --------------------------------------------- | --------------------------------------------- | -------------------- | -------------------- | -------------------- | -------------------- | -------------------- | -------------------- | -------------------- | -------------------- | -------------------- | -------------------- | -------------------- | -------------------- | -------------------- | -------------------- | -------------------- |
| Валентина Шевченко   | 1                    | 72/149                                        | 48%                                           | 19/36                | 8/20                 | 14/28                | 16/32                | 15/33                | 48/118               | 7/12                 | 17/19                | 62/126               | 7/18                 | 3/5                  | 2/9                  | 22%                  | 1:52                 | 0                    |
| Манон Фьоро          | 0                    | 71/160                                        | 44%                                           | 13/32                | 12/28                | 14/28                | 14/33                | 18/39                | 29/113               | 35/37                | 7/10                 | 40/124               | 29/33                | 2/3                  | 1/12                 | 8%                   | 7:07                 | 0                    |

| Бой    | Весовая категория         | Результат боя               | Результат боя        | Результат боя | Результат боя | Результат боя | Результат боя   | Результат боя | Способ победы                               | Раунд | Время | Рефери в ринге  |
|        |                           | Главный кард                |                      |               |               |               |                 |               |                                             |       |       |                 |
| Бой 12 | Полусредний вес           |                             | Джек Делла Маддалена | #5            | поб.          |               | Белал Мухаммад  | Ч             | Единогласное решение (48–47, 48–47, 49–46)  | 5     | 5:00  | Джейсон Херцог  |
| Бой 11 | Жен. наилегчайший вес     |                             | Валентина Шевченко   | Ч             | поб.          |               | Манон Фьоро     | #2            | Единогласное решение (48–47, 48–47, 48–47)  | 5     | 5:00  | Марк Годдард    |
| Бой 10 | Полулёгкий вес*           |                             | Айманн Захаби        | #15           | поб.          |               | Жозе Алду       | #11           | Единогласное решение (29–28, 29–28, 29–28)  | 3     | 5:00  | Дэн Мираглиотта |
| Бой 9  | Жен. наилегчайший вес     |                             | Наталия Силва        | #5            | поб.          |               | Алекса Грассо   | #1            | Единогласное решение (30–27, 30–27, 30–27)  | 3     | 5:00  | Эрик Филиппо    |
| Бой 8  | Лёгкий вес                |                             | Бенуа Сен-Дени       | #13           | поб.          |               | Кайл Преполек   |               | Сдача, удушающий приём (ручной треугольник) | 2     | 2:35  | Люк Лефебвре    |
|        |                           | Предварительный кард        |                      |               |               |               |                 |               |                                             |       |       |                 |
| Бой 7  | Полусредний вес           |                             | Майк Малотт          |               | поб.          |               | Чарльз Радтке   |               | Нокаут (хук слева и добивание)              | 2     | 0:26  | Марк Годдард    |
| Бой 6  | Жен. наилегчайший вес     |                             | Жасмин Ясудавичюс    | #9            | поб.          |               | Жессика Андради | #5            | Сдача, удушающий приём (удушение сзади)     | 1     | 2:40  | Джейсон Херцог  |
| Бой 5  | Полутяжёлый вес           |                             | Модестас Букаускас   |               | поб.          |               | Ион Куцелаба    |               | Раздельное решение (27–30, 30–27, 29–28)    | 3     | 5:00  | Дэн Мираглиотта |
| Бой 4  | Полутяжёлый вес           |                             | Навахо Стирлинг      |               | поб.          |               | Иван Эрслан     |               | Единогласное решение (29–28, 29–28, 29–27)  | 3     | 5:00  | Эрик Филиппо    |
|        |                           | Ранний предварительный кард |                      |               |               |               |                 |               |                                             |       |       |                 |
| Бой 3  | Промежуточный вес (187)** |                             | Марк-Андре Баррьо    |               | поб.          |               | Бруну Силва     |               | Нокаут (удары локтями из клинча)            | 1     | 1:27  | Люк Лефебвре    |
| Бой 2  | Полулёгкий вес            |                             | Даниэл Сантус        |               | поб.          |               | Ли Джон-ён      |               | Единогласное решение (30–27, 30–27, 30–27)  | 3     | 5:00  | Марк Годдард    |
| Бой 1  | Легчайший вес             |                             | Бекзат Алмахан       |               | поб.          |               | Брэд Катона     |               | Нокаут (апперкот и добивание)               | 1     | 1:04  | Джейсон Херцог  |

## Награды
Следующие бойцы были удостоены денежного бонуса в размере $50,000:
- Лучший бой вечера: Джек Делла Маддалена — Белал Мухаммад
- Выступление вечера: Жасмин Ясудавичюс и Марк-Андре Баррьо